# Motoharu Matsumura
Motoharu Matsumura (jap. 松村 元治 Matsumura Motoharu; * 20. Dezember 1946 in Nozawa Onsen) ist ein ehemaliger japanischer Skilangläufer.
Matsumura, der für die Japan Ground Self-Defense Force startete, wurde im Jahr 1970 japanischer Meister über 15 km. Bei seiner einzigen Teilnahme an Olympischen Winterspielen im Februar 1972 in Sapporo kam er auf den 51. Platz über 15 km.